# Wespe (Schiff, 1864)
Die Wespe war ein Schiff der Jäger-Klasse, einer Klasse von insgesamt fünfzehn Dampfkanonenbooten II. Klasse der Königlich Preußischen Marine, der Marine des Norddeutschen Bundes sowie der Kaiserlichen Marine.

## Bau und Dienstzeit
Die Wespe wurde Mitte des Jahres 1859 bei der Stettiner Werft Zieske in Auftrag gegeben und lief am 14. Februar 1860 vom Stapel. Nach der Fertigstellung wurde das Schiff auf den Dänholm, wo sich der Stützpunkt der Kanonenboote befand, überführt und dort eingemottet. Bereits nach kurzer Zeit wurde jedoch festgestellt, dass das Holz des Rumpfes einen Schwammbefall aufwies.
Zu einem ersten Einsatz gelangte die Wespe während des Deutsch-Dänischen Krieges. Sie wurde am 11. Februar 1864 erstmals in Dienst gestellt und gehörte der I. Flottillen-Division an. Am 17. März war das Schiff am Seegefecht bei Jasmund gegen dänische Kriegsschiffe beteiligt. Am 8. Oktober endete die erste Einsatzzeit des Kanonenbootes. Es wurde wiederum auf dem Dänholm aufgelegt.
Erst knapp sechs Jahre später, am 24. Juli 1870, wurde die Wespe wieder aktiviert, um im Deutsch-Französischen Krieg eingesetzt zu werden. Das Schiff wurde der Verteidigung der Emsmündung zugeteilt und daher durch den Eider-Kanal in die Nordsee verlegt, wobei Kiel und Cuxhaven als Zwischenhäfen angelaufen wurden. Am 13. Mai 1871 wurde die Wespe in Kiel außer Dienst gestellt, ohne während des Krieges in Feindberührung gekommen zu sein.

## Verbleib
Da bei einer Untersuchung des Schiffes festgestellt wurde, dass eine Grundreparatur nicht lohnte, wurde die Wespe am 19. März 1872 aus der Liste der Kriegsschiffe gestrichen. Dennoch gelangte das Kanonenboot zu einem weiteren kurzen Einsatz, was als durchaus ungewöhnlich angesehen werden kann. Während einer Übung der Seeartillerieabteilung wurden mehrere kleinere Fahrzeuge benötigt, jedoch stand nur die Hay zur Verfügung. Deshalb griff man auf die Wespe zurück und setzte sie vom 22. Juli bis zum 5. August 1872 in der Kieler Förde ein. Anschließend wurde das Schiff abgerüstet und als Minenprahm in Wilhelmshaven aufgebraucht.

## Kommandanten
| 14. Februar bis 8. Oktober 1864 | Fähnrich zur See / Unterleutnant zur See / Leutnant zur See Karl Eduard Heusner |
| 24. Juli bis September 1870     | Leutnant zur See Meller                                                         |
| September bis Oktober 1870      | Unterleutnant zur See Graf von Haugwitz                                         |
| Oktober bis November 1870       | Leutnant zur See Holzhauer                                                      |
| November 1870 bis 13. Mai 1871  | Leutnant zur See Meller                                                         |
| 22. Juli bis 5. August 1872     | Leutnant zur See Meller                                                         |